# Musty Musketeers
Musty Musketeers (br.: Todos por um, cada um por si) é um filme curta metragem estadunidense de 1954, dirigido por Jules White. É o 154º de um total de 190 filmes da série com os Três Patetas produzida pela Columbia Pictures entre 1934 e 1959.

## Enredo
Na Era Medieval, os Três Patetas querem se casar com suas amadas e vão até o Rei pedirem permissão para realizarem o intento. O monarca (Vernon Dent) lhes avisa que autoriza mas o trio deverá esperar até a Primavera, quando a princesa  Alisha (Virginia Hunter) irá se casar com o Príncipe Galante. O malvado mágico da Corte chamado Murgatroyd (Philip Van Zandt) queria se casar com a princesa e a rapta, tentando convencer o rei de que seus poderes a trarão de volta e com isso se casar com ela. Os Patetas se oferecem para descobrir os raptores mas nem saem do castelo pois não encontram um ferreiro e não conseguem ferrar sua mula. O animal acaba lhes arremessando com um coice para outros aposentos, onde descobrem os guardas do mágico que raptaram a princesa. São perseguidos e ao fugirem dos homens, entram por um alçapão até a caixa do mágico que nesse momento fazia seu número ao rei, serrando e depois enfiando várias espadas na mesma. Os Patetas são machucados e acabam destruindo a caixa, atrapalhando o mágico. O vilão acaba prisioneiro e as amadas do Pateta chegam para comemorarem com eles a vitória sobre os traidores do reino.